# Університет інформаційних наук і технологій імені св. Апостола Павла
Університет інформаційних наук і технологій імені св. Апостола Павла (УІНТ) — державний навчальний заклад, який розташований у м. Охрид Північної Македонії.
УІНТ був заснований парламентом Північної Македонії установчим актом 2008 року. В 2010 році студенти УІНТ побудували  перший в Північній Македонії суперкомп'ютер на базі кластерних технологій.
Інтернаціональне різноманіття УІНТ відображено студентами з понад 40 країн із усього світу. Близько 450 македонських та іноземних студентів проходять навчання в УІНТ на базі 15 акредитованих спеціальностей бакалавра та магістра. Навчання проводиться англійською мовою. Світовий академічний рейтинг університетів 2013/2014 рр. показав, що УІНТ займає 4 місце з 20 можливих у Північній Македонії.

## Факультети
УІНТ проводить навчання в рамках 5 факультетів:
- Факультет комунікаційних мереж та безпеки
- Факультет комп'ютерних наук та інженерії
- Факультет інформаційних систем, візуалізації, мультимедіа та анімації
- Факультет прикладної теорії інформації, машинного інтелекту та робототехніки
- Факультет інформаційних і комунікаційних наук

## Співпраця
Професорсько-викладацький склад УІНТ проводить міжнародне співробітництво з колегами з різних країн:
- Oakland University, Рочестер, Мічиган, США
- İstanbul Üniversitesi, Стамбул, Туреччина
- Cumhuriyet Üniversitesi[tr], Сиваш, Туреччина
- Technical University of Cluj-Napoca[en], Клуж-Напока, Румунія
- Universitatea de Vest din Timişoara[en], Тімішоара, Румунія
- Elizade University[en], Ондо, Нігерія
- Kütahya Dumlupınar University[en], Кютаг'я, Туреччина